# 10538 Турод
10538 Турод (10538 Torode) — астероїд головного поясу, відкритий 11 листопада 1991 року.
Тіссеранів параметр щодо Юпітера — 3,686.